# Suturoglypta procera
Suturoglypta procera is een slakkensoort uit de familie van de Columbellidae. De wetenschappelijke naam van de soort is voor het eerst geldig gepubliceerd in 2006 door Simone & Gracia C..